# Airbus A350
Airbus A350 är en familj långdistansflygplan av wide body-modell från den europeiska flygplanstillverkaren Airbus. A350-familjen är den första serien flygplan från Airbus där både kroppen och vingarna tillverkas av framförallt kolfiberförstärkt polymer. A350-serien tar mellan 250 och 350 passagerare i en tre-klass-konfiguration beroende på modell.

## Utvecklingsarbetet
A350-familjen var ursprungligen tänkt att bli en kraftigt förbättrad och uppdaterad modell av Airbus A330-familjen. Den idén avvisades av ett flertal potentiella kunder till planet. År 2006 presenterades Airbus A350 som en kommande helt ny modell för att kunna konkurrera med Boeings nya 787 Dreamliner som då var under utveckling. Modellen fick namnet A350 XWB där "XWB" står för eXtra Wide Body. Airbus sa i samband med tillkännagivandet av den nya modellen att den skulle dra mindre bränsle och ha 8% lägre driftskostnader än Boeings Dreamliner.
Först ut med att få A350 till flottan blir Qatar Airways som har beställt 90 plan av de tre olika modellerna i familjen. Utvecklingskostnaderna för A350 uppskattas att landa på omkring 97 miljarder svenska kronor (€12 miljarder eller US$15 miljarder). A350 beräknas att sättas i kommersiell trafik i slutet av 2014. I februari 2013 hade 617 plan beställts.
I september 2014 godkändes A350-900 för trafikflyg i Europa av den europeiska flygsäkerhetsmyndigheten EASA och väntas bli godkänd av den amerikanska flygsäkerhetsmyndigheten FAA under oktober månad samma år.

### Tidig design
Inledningsvis förekom uppgifter om att Boeing 787 Dreamliner skulle bli ett stort hot mot Airbus A330-familjen. Detta förnekade Airbus genom att säga att 787:an i sig bara var ett plan som konstruerades till följd av A330 och att ingen förändring av A330-familjen ansågs nödvändig. När flygbolagen började trycka på Airbus för att de skulle komma med något likvärdigt Dreamliner, föreslogs först A330-200Lite, en smått förbättrad A330-modell som skulle få en förbättrad aerodynamik och motorer liknande de på Boeing 787. Airbus planerade att lansera denna modell på 2004 upplaga av Farnborough Airshow, något som aldrig skedde.
Den 16 september 2004 höll Airbus dåvarande VD Noël Forgeard ett inofficiellt möte med potentiella köpare och tillkännagav det nya projektet. Forgeard gav inget projektnamn, han tillkännagav inte heller om det skulle bli en helt ny familj eller en förändring av en existerande familj eller modell. Flygbolagen blev inte nöjda och Airbus avsatte 40 miljarder SEK för att utveckling av en ny modell. Den ursprungliga modellen av A350 var en lätt förbättrad A330 eftersom de hade samma mittsektion och en del delar var direkt hämtade från A330 för att sänka produktionskostnaderna. En ny vinge, nya motorer och en ny horisontell stabilisator gjord av kompositmaterial var det som skulle skilja från A330 och kallas för A350.

### Underleverantörer i Sverige
GKN Aerospace Engine Systems AB i Trollhättan (fd Volvo Aero) är programdelägare i Rolls-Royce-motorn Trent XWB som är det enda motoralternativet. Företaget har ansvaret för mellanhuset, Intermediate Compressor Case. GKN:s dotterbolag levererar även kompositdetaljer till flygplanet (inboard & outboard landing flaps). A350 tillsammans med B787 har världens mest teknologiskt avancerade cockpit.[källa behövs]

## Flygbolag som använder A350
- Air Caraibes
- Air China
- Aeroflot
- Air France
- Air Mauritius
- Asiana Airlines
- British Airways
- Cathay Pacific
- China Airlines
- Delta Airlines
- Ethiopian Airlines
- Finnair
- French Bee
- Hong Kong Airlines
- Iberia
- LATAM Brasil
- Lufthansa
- Malaysia Airlines
- Philippine Airlines
- Qatar Airways
- Scandinavian (SAS AB)[2]
- Sichuan Airlines
- Singapore Airlines
- Thai Airways
- Vietnam Airlines